# 泰南庫省

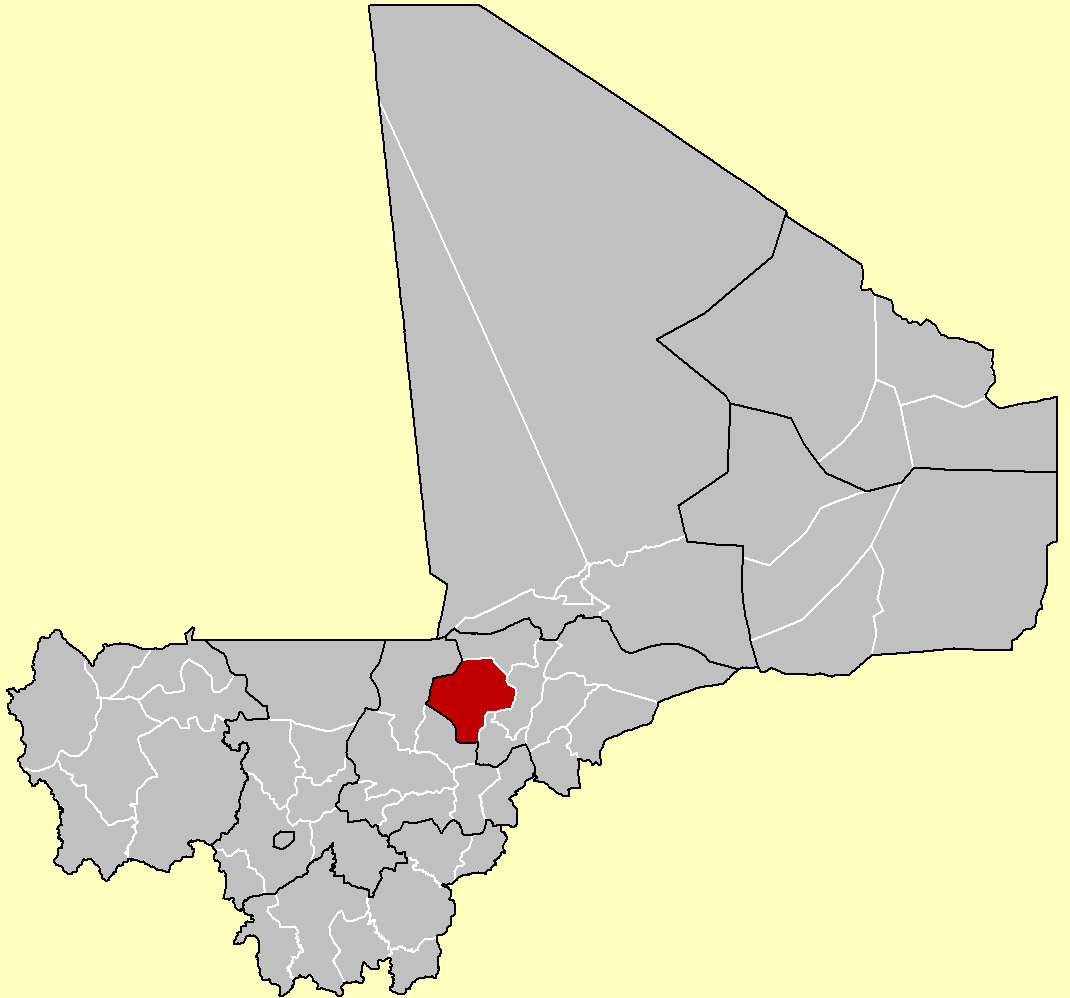

泰南庫省（法語：Cercle de Ténenkou），是馬里的省份，位於該國中部，由莫普提區負責管轄，首府設於泰南庫，面積11,297平方公里，2009年人口163,641，人口密度每平方公里14人。